# Église Saint-Laurent de La Selve
L'église Saint-Laurent de La Selve est une église située à La Selve, en France.

## Localisation
L'église est située sur la commune de La Selve, dans le département de l'Aisne.